# Holmium(III)-sulfid
Holmium(III)-sulfid ist eine anorganische chemische Verbindung des Holmiums aus der Gruppe der Sulfide.

## Gewinnung und Darstellung
Holmium(III)-sulfid kann durch Reaktion von Holmium(III)-oxid mit Schwefelwasserstoff bei 1325 °C gewonnen werden.
{\displaystyle {\ce {Ho2O3 + 3 H2S -> Ho2S3 + 3 H2O}}}
Ebenfalls möglich ist die Darstellung durch Umsetzung von elementarem Holmium mit Schwefel in einem evakuierten Glasrohr, welches in einen 2-Zonen-Ofen eingebracht wird. Die Zonentemperaturen liegen bei 400 °C und 100 °C. Nachdem sämtlicher Schwefel abreagiert ist, wird die Ampulle bei 1000 °C getempert und man erhält die Verbindung in polykristalliner Form:
{\displaystyle {\ce {2 Ho + 3 S -> Ho2S3}}}
Stäbchenförmige Einkristalle mit bis zu 1 cm Länge lassen sich über eine Modifizierung der Synthese aus den Elementen erhalten. Hierzu wird neben Holmium und Schwefel elementares Iod in die zu evakuierende Ampulle gegeben. Im 2-Zonen-Ofen entsteht nun primär {\displaystyle {\ce {HoSI}}}. Wird die erhaltene Verbindung in der Ampulle auf 1100 bis 1200 °C erhitzt und hier für mindestens 20 Stunden gehalten, so zersetzt sich die Verbindung und es wachsen Holmium(III)-sulfid-Einkristalle in einer Schmelze aus Holmium(III)-iodid:
{\displaystyle {\ce {6 Ho + 6 S + 3 I2 -> 6 HoSI}}}
{\displaystyle {\ce {3 HoSI -> Ho2S3 + HoI3}}}

## Eigenschaften
Holmium(III)-sulfid ist ein gelblicher bis oranger Feststoff und kristallisiert im monoklinen Kristallsystem mit der Raumgruppe P21/m (Raumgruppen-Nr. 11). Es existieren auch Hochdruck-Modifikationen mit kubischer und orthorhombischer Struktur.

## Verwendung
Wie auch andere Seltenerd-Sulfide, findet Holmium(III)-sulfid Verwendung als anorganisches Hochleistungs-Pigment.